# Zwaneven
Zwaneven is een kerkdorp in de Belgische gemeente Oud-Turnhout. Het is gelegen in het verlengde van het centrum van Oud-Turnhout-Dorp. Zwaneven vormt echter nog altijd duidelijk een eigen woonkern.

## Geschiedenis
Tot in de 20e eeuw bleef Zwaneven een vrij ongerept natuurgebied. De verschillende gebieden van het huidige dorp waren domeinen van grootgrondbezitters.
Het domein Het Zwaneven vormt de basis van het huidige dorp. De oorsprong van het domein bestaat uit een kasteelvilla met een park en vijver. De villa was oorspronkelijk een landhuis, dat in eclectische stijl werd gebouwd waarna het meerdere uitgebreid en verbouwd werd. Op het eind van de 19e eeuw was er op het domein industrie gevestigd. Er waren een maalderij, een blekerij en een houtzagerij met de daarbij behorende arbeiderswoningen maar deze zijn in de twintigste eeuw langzaam verdwenen. Het huidige aanzien van de villa ontstond in 1938. Door de verkaveling verdwenen meeste andere domeinen en werden vervangen door riante villawijken.
Door de late groei van het dorp bestaat het naast de hoofdkern uit meerdere gemeenschapskernen, zoals Rhoode en de villawijk De Lint. De Lint was in de 16e eeuw een jachtterrein van Maria van Hongarije. In de 19e eeuw werd er een kasteelvilla De Lint gebouwd en zo kwam het domein aan diens naam.

## Bezienswaardigheden
- De Onbevlekt Hart van Mariakerk uit 1956.

### Oorlogsmonumenten
- Op de hoek van de Jagerstraat en Kayputtenweg herinnert een gedenksteen aan de noodlanding in de Tweede Wereldoorlog van de door afweergeschut geraakte Poolse Wellington R1184 BH-B bommenwerper in de nacht van 10 op 11 juli 1941. De zeskoppige bemanning overleefde de crash en bleef krijgsgevangen tot het einde van de oorlog.
- In het gehucht Rhoode herinnert een monument aan de crash van een Amerikaanse C-47 Skytrain op 19 september 1944. Dit transportvliegtuig maakte deel uit van Operatie Market Garden waarmee tijdens WOII de bruggen in Arnhem (Nederland) ongeschonden in handen moesten komen van de geallieerden, maar werd neergehaald door Duits luchtafweergeschut en stortte neer achter de kapel van Rhoode. De vier bemanningsleden kwamen hierbij om.

## Cultuur
Iedere derde woensdag van mei is er de jaarlijkse bedevaart naar de kapel van Rhoode.

## Sport
Het dorp heeft zijn eigen voetbalclub FC Zwaneven.

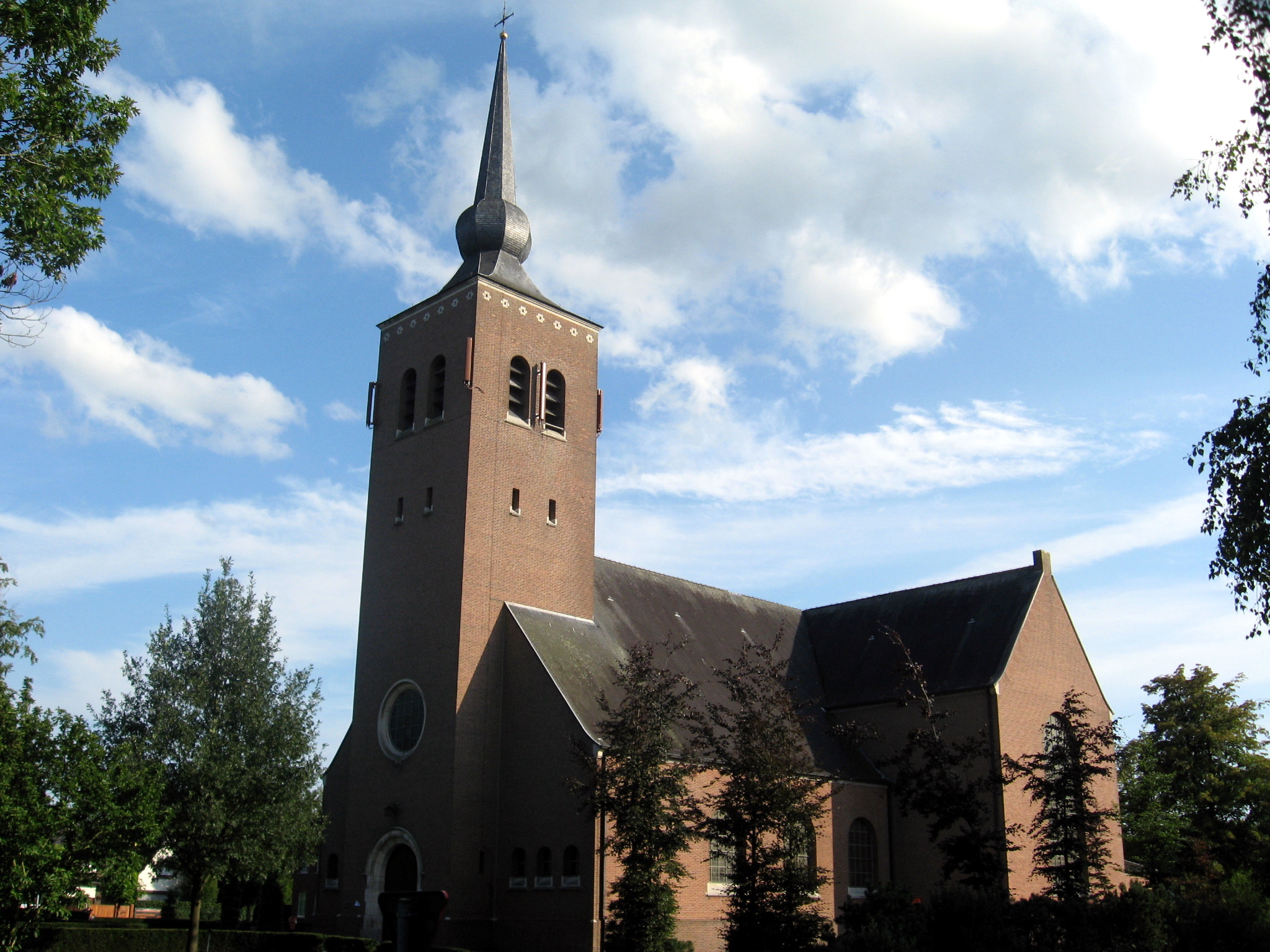
De Onbevlekt Hart van Mariakerk

## Nabijgelegen kernen
Oud-Turnhout, Arendonk, Schoonbroek